# Dryops gracilis
Dryops gracilis is een keversoort uit de familie ruighaarkevers (Dryopidae). De wetenschappelijke naam van de soort werd in 1881 gepubliceerd door Karsh.